# 兰州新区站
兰州新区站位于中国兰州市皋兰县中川镇，为兰中城际铁路的一座铁路车站，由兰州铁路局管辖。车站于2015年9月30日随兰中城际铁路开通而投入使用。

## 车站结构

### 站场

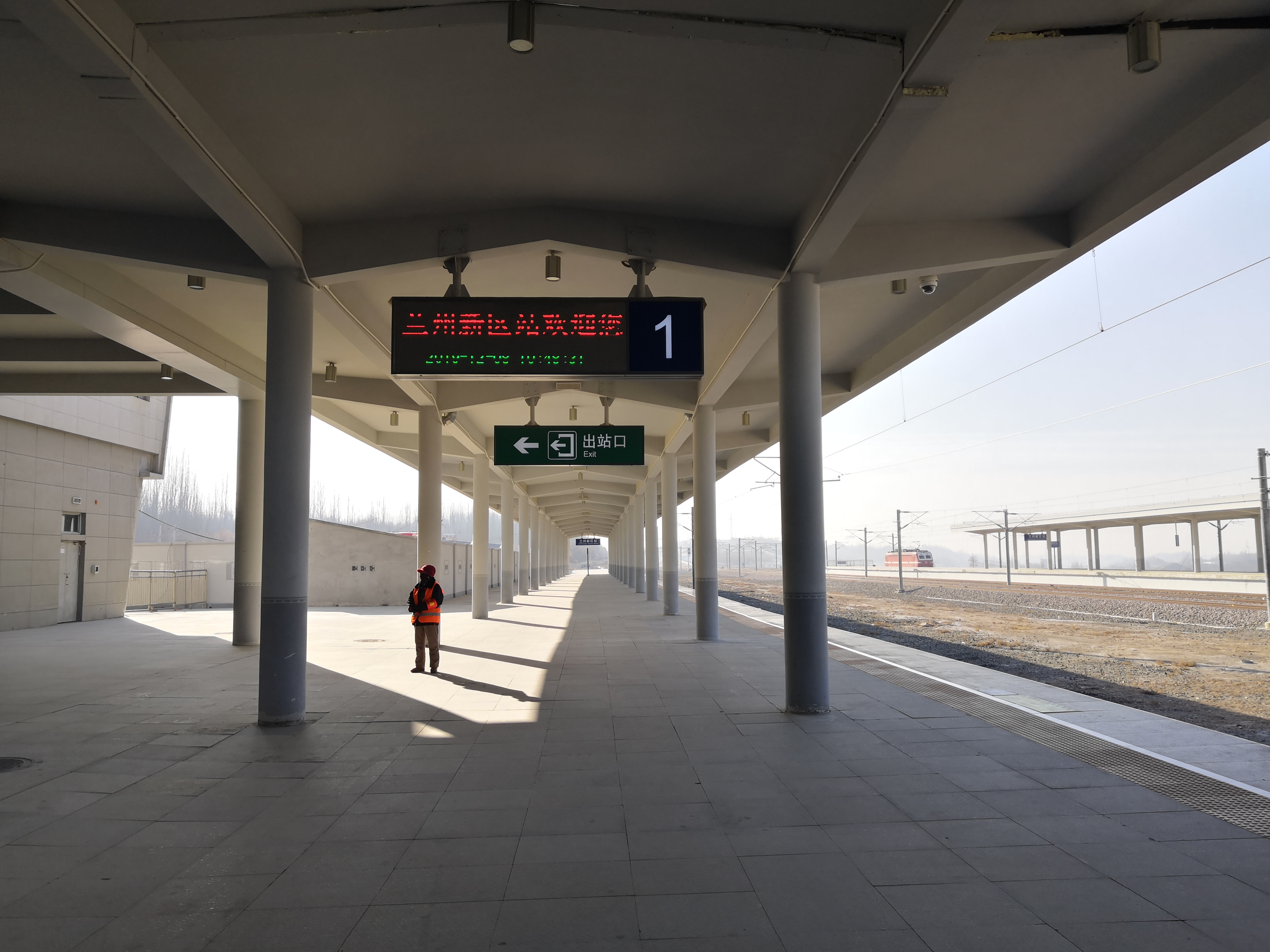
2019年，兰州新区站站台

兰州新区站目前为3台8线。
| 1F | 站房     | 进站口、售票、候车、检票口            |
| 1F | 侧式站台 |                                       |
| 1F | 1站台    | 中川铁路 往兰州西方向（树屏站）       |
| 1F | 2站台    | 中川铁路 往兰州西方向（树屏站）       |
| 1F | 岛式站台 |                                       |
| 1F | 3站台    | 中川铁路 往兰州西方向（树屏站）       |
| 1F | II道     | 中川铁路上行列车正线                  |
| 1F | I道      | 中川铁路下行列车正线                  |
| 1F | 4站台    | 中川铁路 往中川机场方向（中川机场站） |
| 1F | 岛式站台 |                                       |
| 1F | 5站台    | 中川铁路 往中川机场方向（中川机场站） |
| 1F | 侧线     | 中川铁路 列车                         |